# ロバート・グレイスミス
ロバート・グレイスミス(Robert Graysmith,1942年9月17日-)は、ノンフィクション作家。元風刺漫画家。フロリダ州ペンサコーラ生まれ。

## 概要
彼の最初の名前はロバート・グレイ・スミスだったが、最初の妻と離婚したあとの1976年に姓を「グレイスミス」に変えた。サンフランシスコ・クロニクル紙で二人目の妻と出会い、結婚して一女をもうけたが、1980年の別居後、1983年に離婚。
サンフランシスコ・クロニクル紙に風刺漫画家として在籍していたグレイスミスは、ゾディアック事件に遭遇して事件に関心を持つようになった。捜査が行き詰まり、世間では時間が風化していくなか、グレイスミスは粘り強く独自の調査を続けた。その成果を1986年には「ゾディアック」（原題：Zodiac）というノンフィクション作品にまとめて出版、ベストセラーとなる。同書のなかで、彼が導き出した結論は論争の的になっているが、この問題についての第一人者と目されている。
1990年代、ニューヨークにおいて、ゾディアックの模倣犯が現れた際には、ニューヨーク・ポスト紙は、彼にコンタクトを取っていることからもその評価がわかる。
2003年、グレイスミスの「The Murder of Bob Crane」を原作とした映画『ボブ・クレイン　快楽を知ったTVスター』が公開された。
2007年、グレイスミスの「ゾディアック」と「Zodiac unmasked」を原作とした映画「ゾディアック」(監督・デヴィッド・フィンチャー)が公開された。ジェイク・ギレンホールがグレイスミス役をつとめた。翌2008年、グレイスミスは脚本家ジェームズ・ヴァンダービルトと共に USC Scripter Award（英語:  USC Scripter Award）にノミネートされた。

## 作品リスト
- ゾディアック（Zodiac） （1986年）
- The Sleeping Lady : the trailside murders above the Golden Gate （1990年）
- The murder of Bob Crane （1993年）
- Unabomber : a desire to kill （1997年）
- The bell tower : the mystery of Jack the Ripper finally solved in San Francisco （1999年）
- Zodiac unmasked : the identity of America’s most elusive serial killer revealed （2002年）
- Amerithrax : the hunt for the anthrax killer （2003年）

## 出演
- ゾディアックを名乗る者（2024年・Netflix）